# Khóa nòng

Một số loại khóa nòng.

Khóa nòng là một thiết bị trong súng, có chức năng bịt kín đáy nòng súng khi khai hỏa, đảm bảo khí thuốc cháy không thoát ra ở đáy nòng.
Khóa nòng đôi khi có thể mang trong mình các bộ phận và cơ cấu điểm hỏa cho súng.
Đối với các súng cầm tay, tiếng Anh gọi khóa nòng của chúng là bolt.
Tiếng Pháp gọi khóa nòng là culasse, phiên âm sang tiếng Việt là quy-lát.